# Ihanainen
Ihanainen är en sjö i kommunen Pälkäne i landskapet Birkaland i Finland. Sjön ligger 90,4 meter över havet. Arean är 45 hektar och strandlinjen är 3,83 kilometer lång. Sjön  ingår i Kumo älvs huvudavrinningsområde.   Den ligger omkring 49 km öster om Tammerfors och omkring 140 km norr om Helsingfors. 
I sjön finns ön Tiinansaari. 